# Schiedsrichter (American Football)

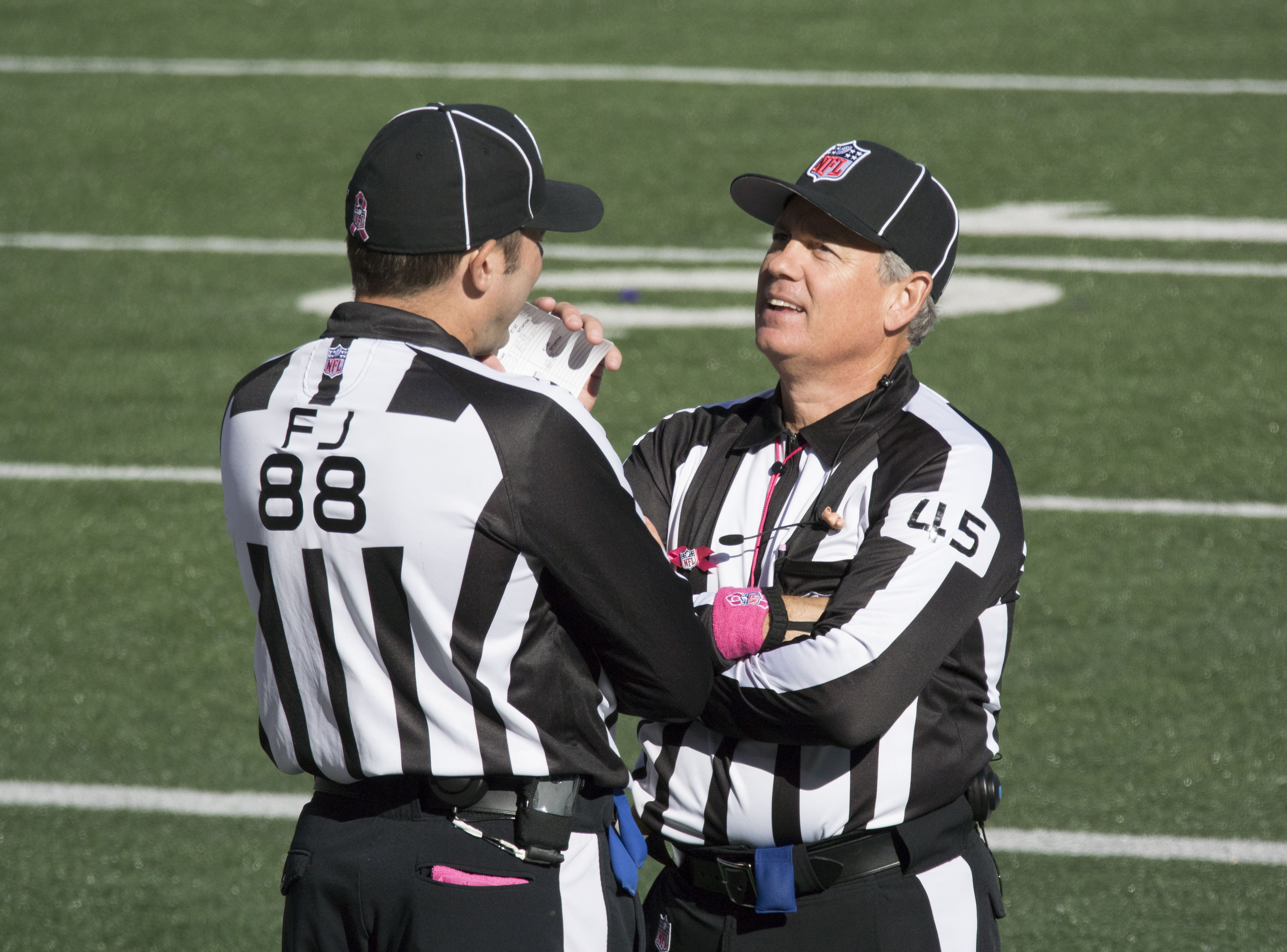
Zwei Schiedsrichter der NFL beraten sich

Die Schiedsrichter im American Football leiten das Spiel und sorgen für die Einhaltung der Regeln. Sie setzen sich in jedem Spiel aus mehreren Spezialisten zusammen. Aufgrund der Komplexität des Spielgeschehens gibt es eine Schiedsrichter-Crew, die aus mindestens vier, in den Amateurligen meist aus fünf und in den höheren Ligen aus sieben Schiedsrichtern besteht. Jeder der Schiedsrichter beobachtet einen bestimmten Bereich des Spielfeldes und ist für spezielle Aufgaben zuständig.

## Allgemeines
Oberster Schiedsrichter ist der Referee, wegen seiner weißen Mütze umgangssprachlich auch Whitehat genannt. Er positioniert sich hinter dem Quarterback und entscheidet über Downs und Strafen. Ein weiterer Schiedsrichter ist der Umpire, welcher sich hinter der Defensive Line aufstellt und meistens den Ball sichert sowie für den nächsten Spielzug positioniert. An die Line of Scrimmage stellen sich zudem jeweils auf einer Seite der Down Judge und der Line Judge auf. Ersterer ist für die Chain Crew verantwortlich. Für alle Aktionen im hinteren Teil des Feldes sind der Back Judge, der Field Judge und der Side Judge zuständig. Üblicherweise ist einer dieser drei für die Zeitmessung verantwortlich. Zur Ausrüstung der Schiedsrichter gehören unter anderem die gelben Flaggen (Penalty Flags) zum Markieren eines Fouls und die weißen (NCAA) beziehungsweise blauen (NFL) Beanbags zum Markieren wichtiger Spots.

Standard-Positionen der Schiedsrichter

## Schiedsrichter und deren Aufgaben

### Referee

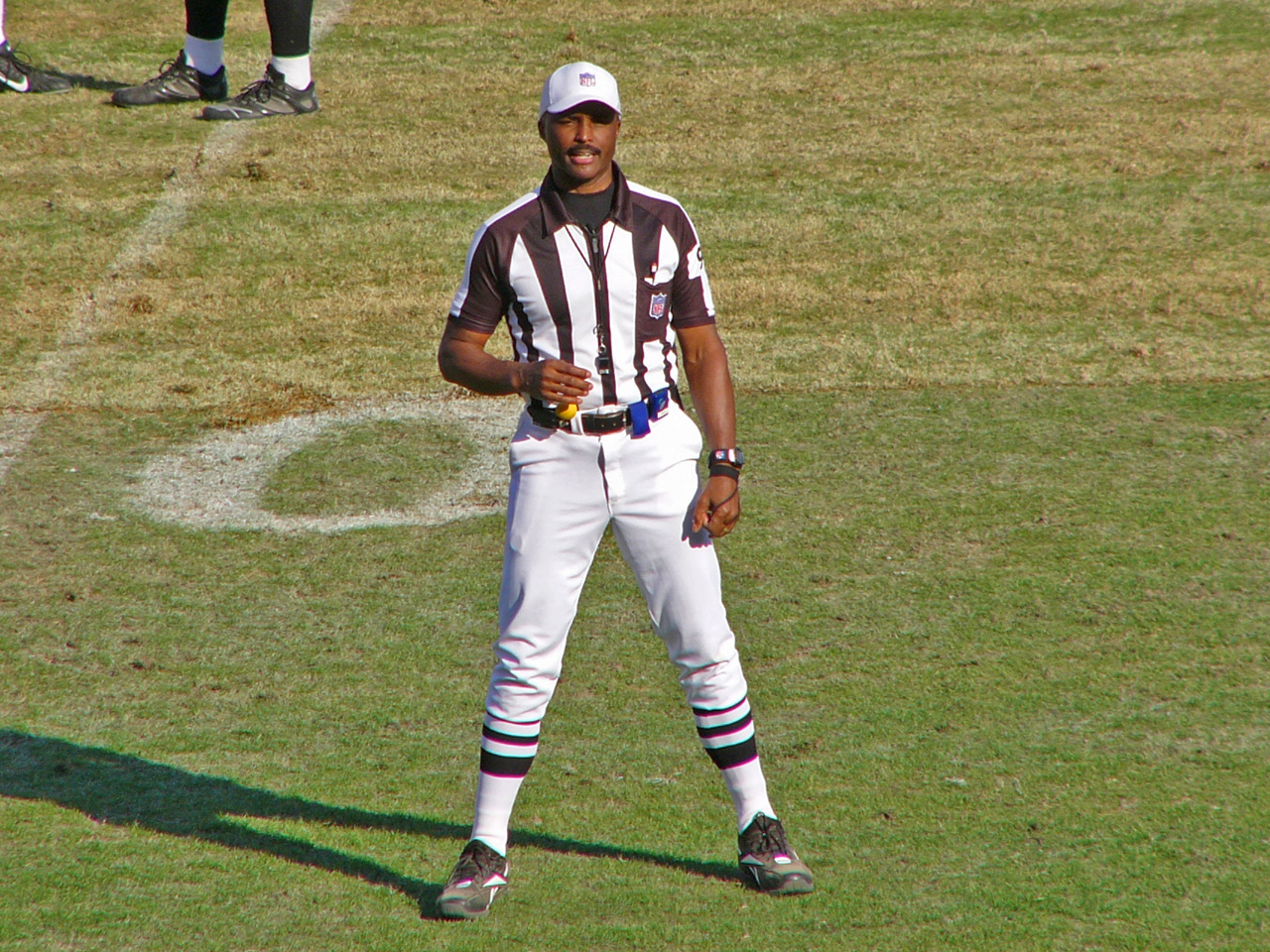
Referee Mike Carey bei einem NFL-Spiel 2006

Der Referee ist der Hauptschiedsrichter. Erkennbar ist er an seiner weißen Mütze, während die anderen Schiedsrichter schwarze Mützen tragen. Der Referee ist für die gesamte Spielleitung zuständig und trifft die finalen Entscheidungen. Außerdem kommuniziert er diese per Handzeichen und in höheren Ligen auch per Mikrofon. Er steht rechts versetzt 15 Yards hinter der Line of Scrimmage. Vor dem Spiel ruft der Referee die Kapitäne beider Mannschaften zu sich und entscheidet mittels Münzwurf, welches Team die erste Wahl von Seite oder Angriffsrecht hat. 
Während des Spiels liegt der Fokus des Referees vor allem auf dem Quarterback und den Running Backs. Außerdem liegt sein Blick zu Beginn der Spielzüge auf den rechts stehenden Spielern der Offensive Line. Typischerweise sind Entscheidungen wie Roughing the Passer bzw. Roughing the Kicker oder über das Vorliegen eines Fumbles unmittelbar in der Entscheidung des Referees.

### Umpire
Der Umpire steht beim Snap je nach Regelwerk entweder auf der Seite der Defense zwischen den Linebackern oder auf der Seite der Offense links hinter dem Quarterback. Er ist unter anderem für die Kontrolle der Ausrüstung der Spieler, eine direktere Kommunikation mit den Spielern vor und nach den Spielzügen, die Überwachung der Anzahl der Spieler der Offense, das Abmessen von Straf-Yards und das Auflösen von Situationen, in denen mehrere Spieler aufeinanderliegen, zuständig. Zudem achtet er zusätzlich auf den Quarterback.

### Down Judge
Der Down Judge (in der NFL ehem. Head Linesman) steht an der Line of Scrimmage und weist vor und nach Spielzügen die Assistenten in der Chain Crew an. Er informiert den Referee über das aktuelle Down und trifft darüber hinaus Entscheidungen, die am Rand seiner Seite des Felds stattfinden. Hierzu zählen unter anderem Entscheidungen darüber, ob sich ein Spieler beim Fangen eines Passes noch im Feld und der Passwerfer sich hinter der Line of Scrimmage befunden hat, ob ein Pass nach vorn oder zurück geworfen wurde und ob Fouls oder Fehlstarts in seinem Blickfeld stattfanden.
Die Bezeichnung Head Linesman wurde 2017 durch die NFL genderneutral in Down Judge geändert, da seit 2015 Sarah Thomas als erste weibliche Schiedsrichterin in der NFL tätig ist.

### Line Judge

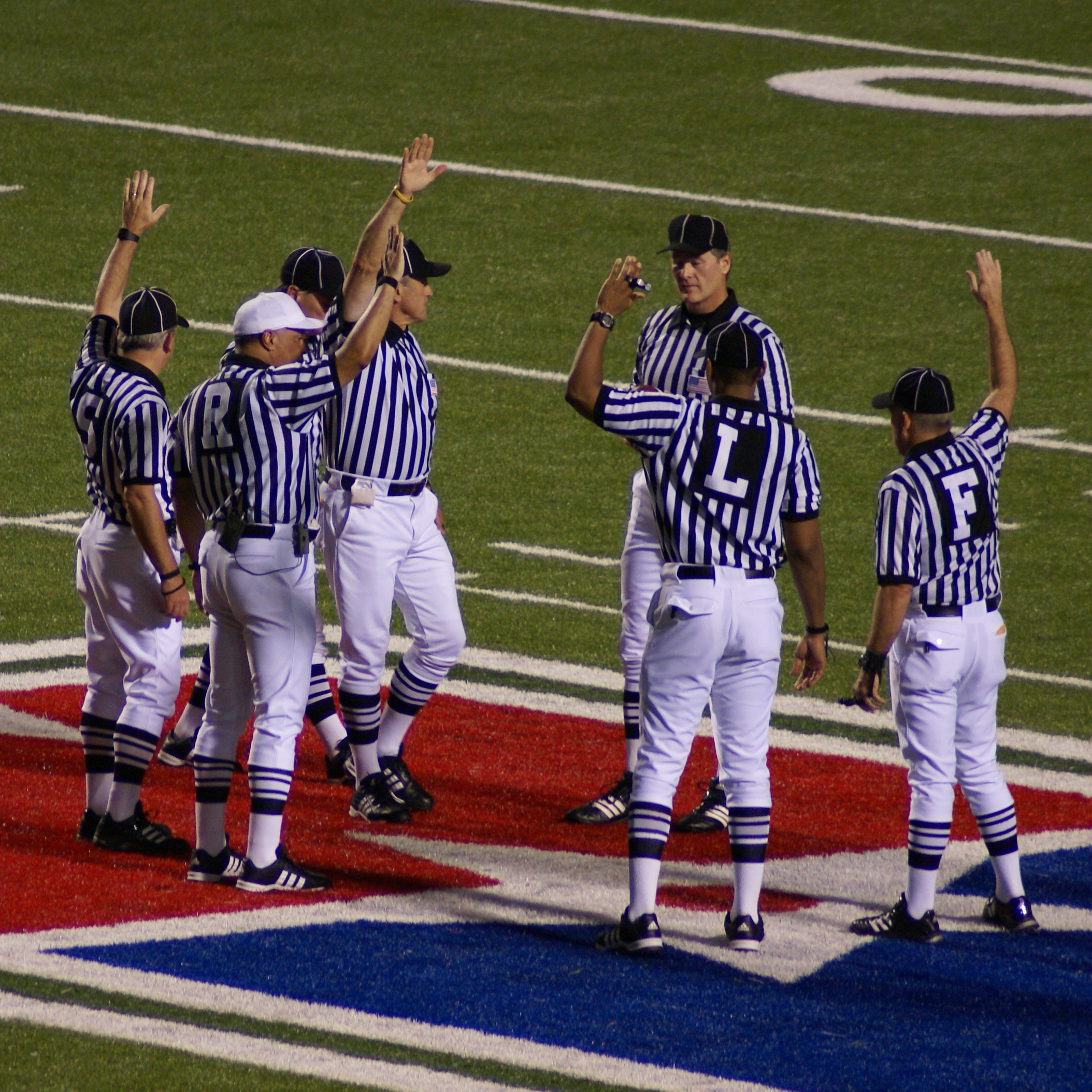
Schiedsrichter im College Football, mit Positionsmarkierungen: (S) für den Side Judge, (R) Referee, (L) Line Judge und (F) Field Judge

Der Line Judge steht an der Line of Scrimmage auf der anderen Feldseite des Down Judge. Je nach Richtung des Spiels übernimmt er ähnliche Aufgaben wie der Down Judge, wenn sich die aktiv werdenden Spieler auf seiner Seite des Felds befinden.

### Field Judge
Der Field Judge positioniert sich etwa 20 Yards entfernt vom Line Judge. Er hat im Wesentlichen ähnliche Aufgaben wie der Side Judge. Bei Field Goals oder PATs steht der Field Judge unter einem der Torpfosten und entscheidet, ob der Versuch erfolgreich war.
In einer aus vier oder sechs Personen bestehenden Crew in unteren Ligen ist der Field Judge der Zeitnehmer, da es dort zumeist keinen Back Judge gibt.

### Side Judge
Der Side Judge steht etwa 25 Yards entfernt vom Down Judge. Zu Beginn des Spielzugs achtet er vor allem auf die Wide Receiver seiner Seite. Unter anderem überwacht er die Anzahl der Defensivspieler auf dem Feld, achtet bei Spielzügen in seiner Nähe auf Fouls und hilft bei weiteren Entscheidungen zu solchen Spielzügen. Im Falle eines Ausfalls der offiziellen Uhr überwacht der Side Judge manuell die Spielzeit.

### Back Judge

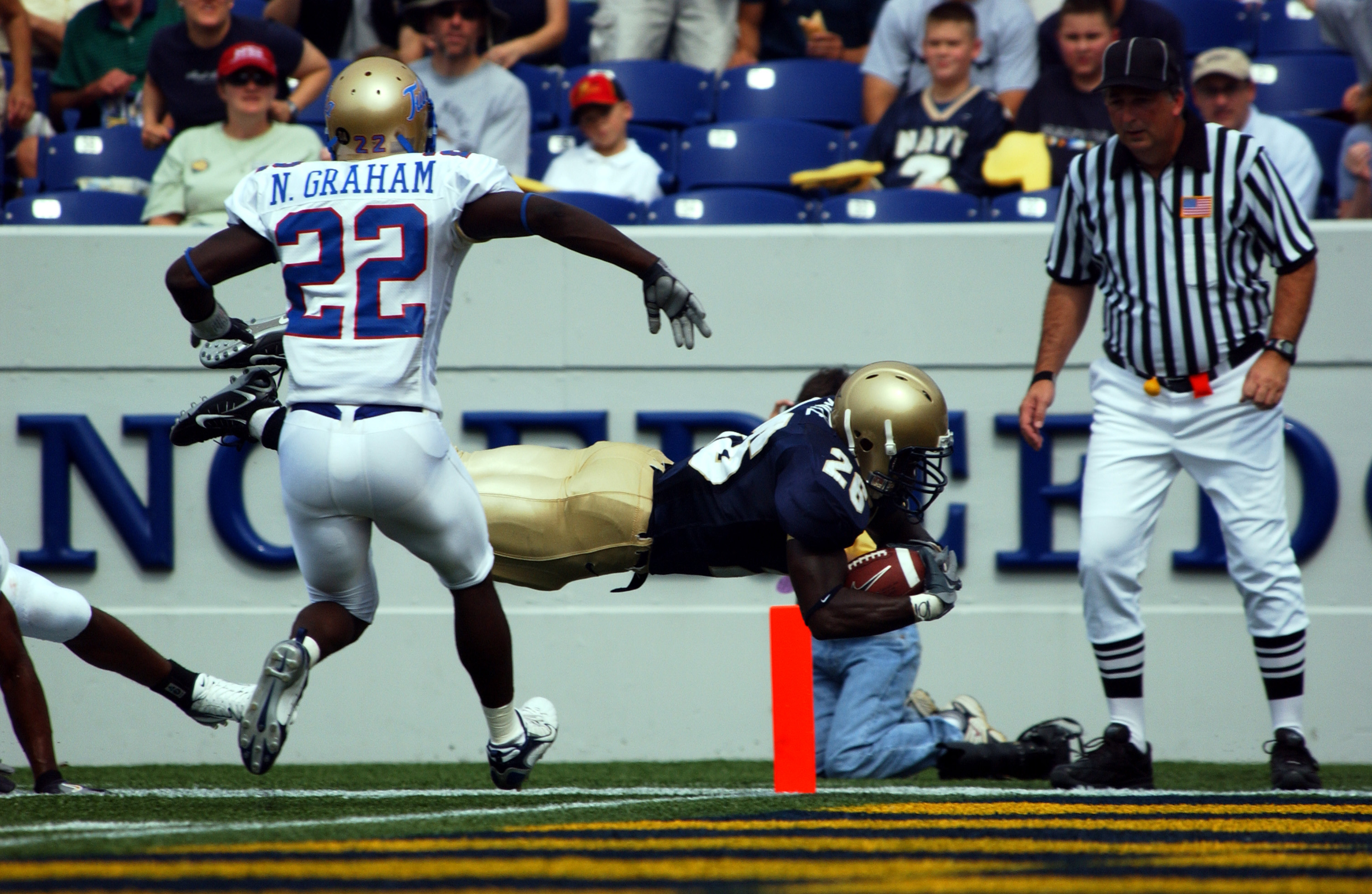
Ein Schiedsrichter (rechts) beobachtet Navys Shun White (#26) bei einem Touchdown

Der Back Judge steht ungefähr 20 Meter tief auf der Seite der Defense mittig im Feld und schaut unter anderem auf den Tight End, auf illegale Behinderung eines Passempfängers und die Goalline. Bei Pässen versucht der Back Judge, den Passempfänger zu antizipieren und sich ihm zu nähern, um ihn und die jeweiligen Defensivspieler beim Fangversuch zu überwachen. Bei Field Goals oder PATs steht der Back Judge unter einem der Torpfosten und entscheidet, ob der Versuch erfolgreich war. In der NFL übernimmt der Back Judge zusätzlich die Zeitnahme für die einzelnen Spielzüge (40 bzw. 25 Sekunden) und koordiniert Spielunterbrechungen mit den übertragenden Fernsehsendern.